# الزا واگنر
الزا واگنر (انگلیسی: Elsa Wagner؛ ۲۴ ژانویهٔ ۱۸۸۱ – ۱۷ اوت ۱۹۷۵) یک هنرپیشه اهل آلمان بود. 
از فیلم‌ها یا برنامه‌های تلویزیونی که او در آن نقش داشته است می‌توان به مطب دکتر کالیگاری، عابر پیاده، شیطان، خاک سوزان، طلا، عروسی فیگارو اشاره کرد.